# Platostoma strictum
Platostoma strictum là một loài thực vật có hoa trong họ Hoa môi. Loài này được William Philip Hiern miêu tả khoa học đầu tiên năm 1900 dưới danh pháp Geniosporum strictum. Năm 1997 A. J. Paton chuyển nó sang chi Platostoma.
Loài này là bản địa miền nam khu vực nhiệt đới châu Phi.